# Орлов, Михаил Анатольевич
Михаил Анатольевич Орлов (15 августа 1912, Вологда — 29 декабря 1996, Москва) — советский политик, первый секретарь Камчатского областного комитета КПСС (1956—1971), член Центральной Ревизионной Комиссии КПСС (1956—1971).

## Биография
В 1932—1934 гг. — активист комсомола в Иваново, в 1934—1936 гг. — в Красной Армии, позже активист комсомола на Дальнем Востоке.
В 1938—1939 гг. — инструктор Хабаровского краевого комитета комсомола, в 1939—1942 гг. — один из секретарей комитета, с 1940-х годов в ВКП(б).
С 25 декабря 1942 до декабря 1943 года — 1-й секретарь Хабаровского краевого комитета комсомола, позже заместитель заведующего отделом Хабаровского крайкома ВКП(б).
С января 1944 по 1949 — секретарь Камчатского областного комитета ВКП(б) по пропаганде и агитации, с июля 1950 по 1952 — 1-й секретарь Хабаровского горкома ВКП(б)/КПСС в 1952—1954 гг. — слушатель Высшей партийной школы при ЦК ВКП(б)/КПСС (окончил заочно в 1958).
С июня 1954 по январь 1956 — секретарь Хабаровского крайкома КПСС, с 28 января 1956 по февраль 1971 — 1-й секретарь Камчатского областного комитета КПСС, затем заместитель министра рыбной промышленности СССР.
С 25 февраля 1956 по 30 марта 1971 года — член Центральной Ревизионной Комиссии КПСС.
Депутат Верховного Совета СССР 6-го созыва.
Награждён орденом Ленина, орденом Октябрьской Революции и двумя орденами Трудового Красного Знамени.